# San Pietro in Lama
San Pietro in Lama es una localidad italiana de la provincia de Lecce, región de Puglia, con 3.683 habitantes.

## Evolución demográfica
| Gráfica de evolución demográfica de San Pietro in Lama entre 1861 y 2001 |
|                                                                          |
| Fuente ISTAT - elaboración gráfica de Wikipedia                          |